# Hermanos Ríos
Los hermanos Teodoro Ríos y Santiago Ríos son directores de cine canarios que han basado su carrera cinematográfica en rodar una serie de películas comprometidas con la realidad insular de Canarias. Son autores de una trilogía que trata sobre la emigración de los canarios hacia el continente americano.

## La trilogía
Los hermanos Ríos han realizado durante más de 20 años una serie de películas donde se intenta recuperar la memoria histórica de los habitantes de las Islas Canarias y sus costumbres más recientes. Entre su producción más destacada se encuentran Guarapo, Mambí y El vuelo del Guirre. Las tres películas hablan de una de las constantes de los habitantes de las islas a través de su historia, esto es, la necesidad que han tenido los canarios de emigrar a otros países, principalmente Cuba y Venezuela, en busca de una vida mejor. Con El Vuelo del Guirre, los hermanos Ríos cierran el círculo, habitar (Guarapo), emigrar (Mambí) y retornar (El vuelo del Guirre).

## Documentales
Fueron los responsables de al menos dos infodocumentales que se proyectaban hasta principios de los años 90 en las salas de audiovisuales de los centros de visitantes de los Parques Nacionales de Garajonay y del Teide, que mostraban al espectador la información relacionada con la flora, la fauna y la geología del parque nacional donde se proyectase.

## Filmografía
- Talpa, Teodoro y Santiago Ríos, 1972
- Clímax/El Proceso, Teodoro y Santiago Ríos (cortometraje), 1977
- Mambí, Teodoro y Santiago Ríos, 1998.
- Guarapo, Teodoro y Santiago Ríos, 1988.
- El vuelo del Guirre, Teodoro y Santiago Ríos, 2007.

## Obras cinematográficas relacionadas
- La isla del infierno, Javier F. Caldas, 1999.
- Mararía, Antonio José Betancor 1998.